# Пек кам'яновугільний
Пек кам'яновугільний (рос. пек каменноугольный, англ. coal-tar pitch; нім. Steinkohlenpech n) – тверда крихка речовина з раковистим зламом, важкий залишковий продукт перегонки кам'яновугільної смоли (коксування, напівкоксування і ін.) при т-рі 360–380 °С. У хімічному відношенні це складна структурована гетерогенна система. 
Пек – це залишок ректифікації високотемпературної смоли після відбору фракцій, які википають до 360°С. 
Температура розм'якшення пеку – найважливіша характеристика його якості. За цим показником розрізняють три типи пеків: низькотемпературний, іноді званий м'яким пеком (tp=40-60°С); середньотемпературний (tp=60-75°С); високотемпературний (tp=135°С). Як правило, отримують так званий середньотемпературний пек, що має температуру розм'якшення 65-70°С. Вихід від смоли складає 55-58%.

## Загальна інформація
При звичайному режимі коксування вихід кам.-вуг. смоли становить 2,8-4%; вихід П.к. із зневодненої кам.-вуг. смоли – 55-60%. П.к. являє собою складну гетерогенну систему висококонденсованих карбо- і гетероциклічних сполук і продуктів їх ущільнення, що розрізняються мірою ароматичності, т-рами розм’якшення, властивостями, складом, молек. структурою і відношенням до розчинників. 
Найважливіші для технол. цілей властивості П.к.: густина, в'язкість, поверхневий натяг, змочуваність, термостабільність, здатність утворювати коксовий залишок.
До пеку залежно від галузі споживання висуваються певні вимоги, що особливо жорсткі й суворо регламентовані при використанні пеку в електродній промисловості.
При фракціонуванні смоли в звичайних умовах неможливо отримувати пек із заданими властивостями в широкому діапазоні, тому розробляються нові технології переробки смоли. 
Особливе місце займає використання пеку для виробництва вуглецевих волокон. При цьому необхідна спеціальна обробка пеку, наприклад, різними екстрагентами.
Розробляються різні варіанти способів отримання електродного пеку з метою підвищення температури розм'якшення, з високим вмістом хінолін-розчинних речовин (α2-фракція) і вищим виходом пеку, ніж при переробці смоли в звичайних умовах. Ця мета досягається при переробці смоли під тиском власної пари або інертного газу і при залученні до процесу пекоутворення фракцій переробки смоли. Так, наприклад, нагріта в трубчастій печі смола з другою антраценовою фракцією або без неї витримується в реакторі при температурі 400-430°С і тиску 2-5 МПа протягом 1 години і більше, після чого піддається фракціонуванню.
Середньотемпературний пек (СТП) перед коксуванням перетворюють на високотемпературний (tp=150°С) в кубах-реакторах шляхом термоокиснювальної обробки, потім в рідкому стані завантажують в піч і коксують протягом 17-20 годин.
Пекококсовий цех складається з відділення пекопідготовки, блоків коксових печей і відділення охолоджування газу та конденсації смоли.
Відомо кілька методів отримання високотемпературного пеку, що принципово відрізняються один від одного:
1) хімічні (застосування реагентів, які прискорюють процеси конденсації ароматичних сполук);
2) фізичні, наприклад, термічна обробка при звичайному або підвищеному тиску;
3) термоокиснювальний.
В Україні термоокиснювальний метод є основним методом отримання високотемпературного пеку. У відділенні пекопідготовки проводиться окиснення середньотемпературного пеку (tp =70°C), пекової смоли і важких дистилятів до високотемпе¬ратурного пеку (tp =150°C) повітрям в кубах-реакторах, кількість яких, а також порядок підключення (послідовне, паралельно-послідовне) різні на різних заводах і залежать від продуктивності цеху, фізико-хімічних властивостей і складу початкової сировини.
Відомо кілька схем отримання високотемпературного пеку:
1) роздільна обробка пеку і пекової смоли до високотемпературного пеку;
2) обробка пекової смоли повітрям до середньотемпературного пеку з подальшою обробкою разом з початковим пеком;
3) спільна обробка повітрям середньотемпературного пеку, пекової смоли і важких дистилятів.
Встановлено наступне співвідношення компонентів сировини, %: середньотемпературний пек 70-75; пекова смола 20-25; важкі пекові дистиляти 5-10. У газі, що виходить з кубів-реакторів, вміст кисню не повинен перевищувати 3%.
Режим роботи кубів-реакторів є типовим для більшості установок: питома витрата повітря на 1 т середньотемпературного пеку (СТП) складає 80-100 м3; те-мпература СТП, що надходить в перший куб-реактор, 280-300°С; температура пекової смоли після евапоратора 330-350°С; температура рідкої фази в кубах-реакторах, з’єднаних послідовно, °С: І – 290-310; II – 310-330; III –350-360; IV – 370-380; V – 380-385.
При окисненні пеку основною реакцією є конденсація окремих його компонентів, що супроводжується виділенням води, при цьому має місце також термоокиснювальна деструкція менш стабільних компонентів. В результаті цих перетворень, а також відгону легких погонів сировини, утворюються пекові дистиляти, що умовно поділяються на важкі і легкі. Перші повертаються в цикл переробки пеку, а легкі є високоякісною сировиною для виробництва технічного вуглецю. Хімічний склад їх відображає склад кам'яновугільного пеку.
Коксування високотемпературного пеку здійснюють в печах звичайної конструкції, але меншого розміру, об'єднуваних в блоки по 5-7 печей в кожному. Термін служби печей не перевищує 10-12 років. Обігрів ведеться коксовим газом.
Технічна характеристика пекококсових печей: довжина печі, мм: загальна 13 120; корисна 12 340; висота камери загальна 2 985 мм; середня ширина камери 450 мм; конусність камери 50 мм; об'єм камери 17,6 м3; разове завантаження 18-20 т; рівень обігріву 981 мм; оборот печей до 20,5 год.
Високотемпературний пек подається до печей відцентровим насосом тупиковим пекопроводом і завантажується за допомогою завантажувального апарата-дозатора поплавцевого типу. Завантаження проводиться одночасно через два отвори, розташовані по обидві сторони газовідвідного люка. Тривалість завантаження 5-7 годин. Закінчення завантаження контролюється рівнеміром.

## Склад пеку
За елементарним складом середньотемпературні П.к. містять: ~ 92-93% С, ~4-5% Н, 1,6-1,9% N і 0,2-0,7% S. 
Груповий хімічний склад П.к. (%): карбени, корбоїди – 28-31; асфальтени – 3-6; смоли – 28-35; парафіно-нафтенові вуглеводні – 1,5-2,5; легкі і середні ароматичні вуглеводні – 21-24; важкі ароматичні вуглеводні – 8-11; неорганічні сполуки – 0,2-0,3.
Груповий склад характеризує вміст в пеках розчинних або нерозчинних в розчинниках фракцій.  Кожна з цих фракцій впливає на ті або інші властивості сировини або готової продукції, в яких як один з похідних матеріалів застосовується пек. 
Мінеральні компоненти знижують якість пеку, особливо при використанні його в електродній промисловості. При коксуванні вони переходять в пековий кокс. Їх вміст в пеках цілком залежить від технології підготовки смоли до переробки, перш за все від видалення фусів і зневоднення. Зольність пеків з температурою розм'якшення 68,0-74,5°С на ряді заводів складає 0,12-0,24%.
Хімічний склад пеків. Пек високотемпературної смоли є найменш вивченою її частиною. За деякими даними, якісно ідентифіковано 160 сполук, які входять до складу пеку, що складає за масою приблизно 5%. Повнішу інформацію про хімічний склад пеку дають дані групового складу, наприклад, вміст трикільчастих (антрацен, фенантрен), чотирикільчастих (пірен, хризен, тетрацен, флуорантен і ін.), п'ятикільчастих (бензопірени, пентацени і ін.) ароматичних вуглеводнів, що більш конденсовані, і гетероциклічних сполук.
За даними мас-спектроскопії були ідентифіковані 34 структурних типи конденсованих ароматичних груп, що склало за масою від пеку А з температурою розм'якшення 80-85°С 70,9%, від пеку Б (tp=100-110°C) – 71,4% і від пеку С (tp= 140-150°С) – 58,0% .
Дослідження вузьких фракцій пеку А, отриманих розділенням його обробкою полярними і неполярними розчинниками, із застосуванням високоточних мас-спектрометрів, дозволило виявити в пеках 239 сполук, що кореспондують як мінімум 108 молекулярним структурам (типам) і їх алкілпохідним. До них належать 15 структурних вуглеводневих типів від аценафтену до бензокороненів, 13 типів – з одним атомом кисню (від фенілфурану до гідрооксикороненів), 8 типів з двома атомами кисню (від фенілбензохінону до нафтоантрахінону), 11 типів, що містять один атом азоту в молекулі (від ме-тилізохінолу до структури, що відповідає азобензоперилену). 
У складі пеку С присутні типи сполук з двома атомами азоту в молекулі, що відповідають структурі диметилазаіндолу і азабензо- (d, e, f) карбазолу і інших азакарбазолів; 10 типів з одним атомом сірки, 8 типів з одним атомом кисню і одним атомом азоту в одній молекулі і 3 типи з двома атомами кисню і азоту в молекулі. Дослідники констатують, що більшість з неідентифікованих компонентів кам'яновугільного пеку представлена більш високомолекулярними гомологами відомих компонентів.

## Фізико-хімічні властивості пеків характеризують
1) група технічних показників: температура розм'якшення, вихід летких, густина, зольність, груповий склад;
2) група хімічних показників: елементний склад, атомне відношення вуглецю до водню і ін.

## Застосування
П.к. застосовуються як зв’язуючі вуглеграфітних конструкційних матеріалів, при отриманні анодної маси для електролізерів у виробн. алюмінію, для брикетування кам’яного вугілля, отримання малодимного і бездимного палива, виробів електротехнічної промисловості і ін.
Кам'яновугільні пеки знаходять широке застосування в різних галузях. Найбільша його кількість споживається електродною промисловістю і для отримання пекового коксу (до 90%), при дорожньому будівництві, в будівельній справі, при виробництві вуглебрикетів.